# Trachylepis wingati
Trachylepis wingati är en ödleart som beskrevs av  Werner 1908. Trachylepis wingati ingår i släktet Trachylepis och familjen skinkar.
Artens utbredningsområde är Etiopien. Inga underarter finns listade i Catalogue of Life.